# 陆顺德
陆顺德（1818年10月—1865年9月20日），廣西藤縣大黎里古制村人，原名陸海平。

## 生平
他父親名字陸汝森，兄弟6人，順德排行最小，體魁偉，性好遊俠，善駕舟船。加入羅大綱領導天地會 ，1862年戰功封「來王」，初隨李秀成部1858年破江北大營、1860年授南破愾軍主將。次年奪黃山、紹興。後隨李世賢入福建，1865年8月29日佔領廣東長樂（今興寧五華），9月20日，被林正揚俘虜獻降被害。
- 洪秀全在大湟江口秘密策划劫清厘税供饷，陆顺德与堂兄弟等16人，跟随罗大纲到那起义。太平军进军永安州时，他在罗大纲营里当向导，引领太平军从平南思旺经藤县大黎进攻永安州。